# Ecco2K
Zak Arogunade Gaterud, född 23 oktober 1994 i Stockholm, mer känd under sitt artistnamn Ecco2K, är en brittisk-svensk sångare, designer, modell, regissör och medlem i det svenska musikkollektivet Drain Gang, tillsammans med bland annat Bladee och Thaiboy Digital. Han växte upp i Hornstull i Stockholm. Han har designat kläder under varumärket g'LOSS och jobbat tillsammans med skoföretaget Eytys.
Hans musik har i Dagens Nyheter beskrivits som "Burial möter Frank Ocean möter Lil Peep", och Pitchfork beskrev hans debutalbum E som en uttrycksfull och förvånansvärt fin tolkning av nutida popmusik.
Hans musikvideo för "Peroxide" filmades på vindparken Lillgrund.

## Diskografi

### Studioalbum
- E (2019)

Alla låtar är skrivna och komponerade av Ecco2K. 
| Nr           | Titel             | Producer(s)            | Längd |
| ------------ | ----------------- | ---------------------- | ----- |
| 1.           | AAA Powerline     | Shanti, aka Yves Tumor | 4:11  |
| 2.           | Peroxide          | Gud                    | 3:34  |
| 3.           | Fragile           | Gud                    | 2:54  |
| 4.           | Bliss Fields      | Gud                    | 0:22  |
| 5.           | Fruit Bleed Juice | Shanti, aka Yves Tumor | 1:12  |
| 6.           | Cc                | Whitearmor, Gud        | 2:34  |
| 7.           | Calcium           | Whitearmor             | 3:44  |
| 8.           | Sugar & Diesel    | Whitearmor             | 3:19  |
| 9.           | Don't Ask         | Whitearmor             | 2:20  |
| 10.          | Security          | Mechatok, Gud          | 2:35  |
| 11.          | Time              | Gud                    | 2:01  |
| 12.          | Blue Eyes         | Gud                    | 1:33  |
| Total längd: | Total längd:      | Total längd:           | 30:23 |

### EP-skivor
- PXE (2021)

Alla låtar skrivna, framförda och producerade av Ecco2K.
| Nr           | Titel        | Längd |
| ------------ | ------------ | ----- |
| 1.           | PXE          | 1:27  |
| 2.           | In the Flesh | 2:03  |
| 3.           | Jalouse      | 2:12  |
| 4.           | No***’s Song | 1:30  |
| 5.           | Big Air      | 3:00  |
| Total längd: | Total längd: | 10:13 |